# Mullewa Shire
Koordinaten: 28° 32′ S, 115° 30′ O

Das Shire of Mullewa war ein lokales Verwaltungsgebiet (LGA) im australischen Bundesstaat Western Australia. Das Gebiet war 10.827 km² groß und hatte zum Zeitpunkt der Auflösung etwa 710 Einwohner.
Mullewa lag im Westen des Staats etwa 380 km nördlich der Hauptstadt Perth. Der Sitz des Shire Councils befand sich in der Ortschaft Mullewa mit knapp 360 Einwohnern (2011). Am 1. Juli 2011 schlossen sich die City of Geraldton-Greenough und das Mullewa Shire zur Greater Geraldton City zusammen.

## Verwaltung
Der Mullewa Council wurde zuletzt von einem Council aus neun Mitgliedern verwaltet. Das Gebiet war in vier Wards unterteilt (Central, East, South und West). Aus dem Kreis der Councillor rekrutierte sich auch der Ratsvorsitzende und Shire President.